# Districtul Ban Dan Lan Hoi
Ban Dan Lan Hoi (în thailandeză บ้านด่านลานหอย) este un district (Amphoe) din provincia Sukhothai, Thailanda, cu o populație de 42.074 de locuitori și o suprafață de 1.018,11 km².

## Componență
Districtul este subdivizat în 7 subdistricte (tambon), care sunt subdivizate în 70 de sate (muban).
| Nr. | Nume          | În thailandeză | Sate | Locuitori |  |
| --- | ------------- | -------------- | ---- | --------- |  |
| 1.  | Lan Hoi       | ลานหอย         | 10   | 7,559     |  |
| 2.  | Ban Dan       | บ้านด่าน         | 14   | 5,791     |  |
| 3.  | Wang Takhro   | วังตะคร้อ        | 9    | 5,307     |  |
| 4.  | Wang Nam Khao | วังน้ำขาว        | 17   | 8,934     |  |
| 5.  | Taling Chan   | ตลิ่งชัน          | 10   | 9,337     |  |
| 6.  | Nong Ya Plong | หนองหญ้าปล้อง    | 10   | 5,146     |  |
| 7.  | Wang Luek     | วังลึก           | 8    | 3,957     |  |